# Râul Jangu Bradului
Jangu Bradului este un curs de apă, afluent al Pârâului Ștreaurilor. 

## Hărți
- Harta Munții Lotrului  Arhivat în 6 mai 2008, la Wayback Machine.